# Jacques Lamblin
Pour les articles homonymes, voir Lamblin.
Ne doit pas être confondu avec Jacques Gamblin.
Jacques Lamblin, né le 29 août 1952 à Nancy, est un homme politique français. Il est député de Meurthe-et-Moselle de 2007 à 2017 et maire de Lunéville de 2008 à 2020.

## Situation personnelle
Ses parents sont agriculteurs dans le Saintois, à Omelmont.
Il fait ses études secondaires à Lunéville, comme interne au collège St Pierre Fourier. Après avoir obtenu son baccalauréat, il entre en classe préparatoire au lycée Henri-Poincaré de Nancy, puis à l'école vétérinaire d'Alfort.

## Parcours politique
Jacques Lamblin effectue deux mandats d'adjoint au maire de Lunéville, de 1983 à 1995, d'abord chargé des sports puis de l'éducation et de la jeunesse. Tête de liste aux municipales de 1995, il est battu par Michel Closse et abandonne en 2001 le leadership de l'opposition à Laurent de Gouvion Saint-Cyr. Le tandem Gouvion Saint-Cyr/Lamblin est battu aux municipales à Lunéville de 2001.
Élu conseiller général de Meurthe-et-Moselle dans le canton de Lunéville-Sud en 2001, il intègre le groupe Démocrates de l'opposition. Il est, en 2002, suppléant de François Guillaume, député de la 4e circonscription de Meurthe-et-Moselle. Il adhère à l'UMP après avoir été membre du RPR.
Lors des élections législatives de 2007, il est élu député de la 4e circonscription de Meurthe-et-Moselle, avec 57,85 % des suffrages au second tour. À l'Assemblée nationale, il est membre de la commission de la défense. En juillet 2007, afin d'éviter la tenue d'une élection partielle à six mois du terme de son mandat de conseiller général, il choisit de conserver celui-ci et démissionne donc du conseil municipal de Lunéville en raison de la loi sur le cumul des mandats.
La liste conduite par Jacques Lamblin l'emporte à Lunéville, au premier tour des municipales de mars 2008, avec 51,12 % des suffrages, face aux listes menées par Anne-Marie Di Marino (union de la gauche) et Benoît Tallot (divers droite). Il est ainsi élu maire de Lunéville quelques jours plus tard. 
Il est réélu député lors des législatives de juin 2012, au second tour, avec 53,5 % des voix exprimées. 